# Eublaberus immaculus
Eublaberus immaculus es una especie de insecto blatodeo de la familia Blaberidae, subfamilia Blaberinae.

## Distribución geográfica
Se pueden encontrar en Brasil y Ecuador.

## Sinónimo
- Blabera immacula Saussure & Zehntner, 1894.